# William Stewart (Politiker, 1810)

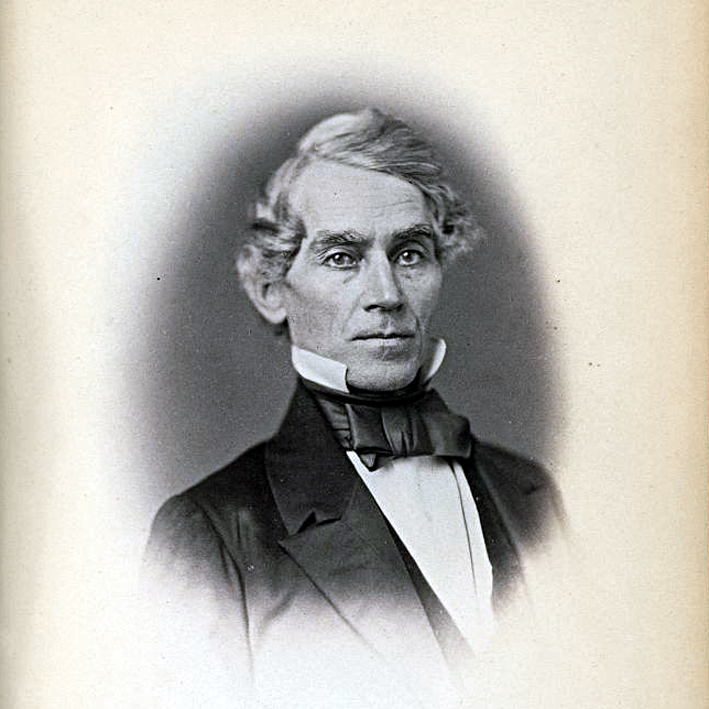
William Stewart (1859)

William Stewart (* 10. September 1810 in Mercer, Mercer County, Pennsylvania; † 17. Oktober 1876 ebenda) war ein US-amerikanischer Politiker. Zwischen 1857 und 1861 vertrat er den Bundesstaat Pennsylvania im US-Repräsentantenhaus.

## Werdegang
William Stewart besuchte die öffentlichen Schulen seiner Heimat und absolvierte danach das Jefferson College in Canonsburg. Nach einem anschließenden Jurastudium und seiner Zulassung als Rechtsanwalt begann er in Mercer in diesem Beruf zu arbeiten. Gleichzeitig schlug er eine politische Laufbahn ein. Dabei wurde er in den Senat von Pennsylvania gewählt. Er schloss sich der 1854 gegründeten Republikanischen Partei an.
Bei den Kongresswahlen des Jahres 1856 wurde Stewart im 23. Wahlbezirk von Pennsylvania in das US-Repräsentantenhaus in Washington, D.C. gewählt, wo er am 4. März 1857 die Nachfolge von John Allison antrat. Nach einer Wiederwahl konnte er bis zum 3. März 1861 zwei Legislaturperioden im Kongress absolvieren. Diese waren von den Ereignissen im unmittelbaren Vorfeld des Bürgerkrieges geprägt. Seit 1859 war Stewart Vorsitzender des Ausschusses zur Kontrolle der Ausgaben des Kriegsministeriums.
Nach dem Ende seiner Zeit im US-Repräsentantenhaus praktizierte er wieder als Anwalt. Er starb am 11. Oktober 1876 in seiner Heimatstadt Mercer, wo er auch beigesetzt wurde.